# قلعه کلم
قلعه کلم از جمله آثار باستانی دره کلم است که در جنوب شرقی رودخانه کلم ساخته شده‌است. رشته کوه کبیر کوه ارتفاعات غربی و جنوب غربی این منطقه را تشکیل می‌دهد. رودخانه کلم که از دامنه این رشته سرچشمه گرفته، عامل حیات و شکل‌گیری حیات استقراری در این مکان است، گر چه اقلیم و آب و هوای مناسب آن بر این موقعیت اثر مثبت داشته‌است. قلعه از شمال محدود به زمین‌های کشاورزی و روستای کلم، از جنوب به زمین‌های کشاورزی و آبکند، از غرب به آتشکده کلمه و از شرق به زمین‌های کشاورزی و ادامه محوطه باستانی پیرامون قلعه منتهی می‌شود.

## تاریخچه بنا
در مورد قلعه اطلاعات مستندی در منابع ذکر نشده‌است. دلیل این مسئله عدم اجرای کارهای پژوهشی و تحقیقاتی است. اخیرا برخی از نویسندگان اطلاعات مختصری از این قلعه ارائه داده‌اند که بیشتر منحصر به شکل ظاهری آن است و بنابراین از حیث علمی قابل استناد نیست.

## مشخصات بنا
از آنجا که این قلعه تا کنون مورد حفاری قرار نگرفته‌است، پلان اصلی آن کاملاً مشخص نیست اما آنچه در ظاهر بنا نمایان است دو طبقه بودن آن است که ساختمان طبقه دوم به صورت چهار ضلعی مستطیل شکل با ابعاد ۱۵*۵/۲۲ متر متراژ شده‌است که طول آن جهت شرقی-غربی دارد. تراکم آوار سنگها و ضخامت دیوار در گوشه‌ها، مدور بودن ستون‌های اصلی بنا را می‌رساند. در جبهه شرقی دو بنا دیده می‌شود؛ یکی ۵*۶ و دیگری ۵/۳*۵ متر، اما در گوشه جنوب شرقی، بنای یک متری آثار دیوار به عمق بیش از دو متر ملاحظه می‌شود که کاربرد آن مشخص نیست.

## نوع بهره برداری و خصوصیات بنا
در حال حاضر بهره برداری خاصی از قلعه نمی‌شود و تنها تحت حفاظت سازمان میراث فرهنگی قرار گرفته‌است.